# Roscommon (Michigan)
Roscommon è un villaggio degli Stati Uniti d'America, situato nello Stato del Michigan, nella contea di Roscommon, della quale è il capoluogo.